# Zbigniew Żedzicki
Zbigniew Żedzicki est un lutteur polonais né le 28 juin 1945.

## Palmarès

### Championnats d'Europe
- Médaille de bronze en moins de 57 kg en 1975 à Ludwigshafen (Allemagne).
- Médaille de bronze en moins de 57 kg en 1972 à Katowice (Pologne).
- Médaille de bronze en moins de 57 kg en 1968 à Skopje (Yougoslavie).